# ハビアー・ブリトー
ハビエル・ホセ・ブリトー（Javier Jose Brito , 1983年3月25日 - ）は、プロ野球選手（内野手）。右投右打。ベネズエラ共和国アンソアテギ州プエルト・ラ・クルス出身。

## 経歴
2002年4月25日、アリゾナ・ダイヤモンドバックスとドラフト外で契約。
プロ三年目の2005年、AとA＋トータルで103試合・打率.295・出塁率.386の好成績を挙げ、ミッドウェスト・リーグのオールスターに出場。
2006年、A＋で85試合・打率.356・出塁率.448・OPS 1.069と更なる成長を遂げ、8月にはカリフォルニア・リーグの週間MVPも受賞。
2007年、AA級にステップアップし、127試合・打率.327・11本塁打・72打点・出塁率.433・OPS.910と三年連続でハイレベルな数字を叩き出し、サザン・リーグのオールスターに出場。

## 選手としての特徴
チーム内の Best Strike-Zone Discipline に上げられるほど選球眼が鋭い（マイナー通算5年、打率.317・出塁率.403）。ベースボール・プロスペクタス誌の評価グラフでも打撃が高値を示し、四球が突出している。
一塁手としての出場が多いが、外野も守れる。たった二試合だが、三塁手を務めたこともある。

## 参考資料
1. 1 2 3  Awardsminor league baseball.com , 2008年2月26日閲覧。
2. ↑  BEST TOOLSbaseball america.com , 2008年2月26日閲覧。
3. ↑  Javier Britobaseball prospectus.com , 2008年2月26日閲覧。